# 櫻井忍
櫻井忍（さくらい しのぶ、1978年（昭和53年）10月15日 - ）は日本の俳優。奈良県出身。身長170cm、体重55kg。特技は乗馬、水泳、社交ダンス。

## 出演

### 映画
- ラスト サムライ
- SUPPINぶるうす ザ・ムービー
- 新・影の軍団III 地雷火
- 男たちの大和
- 蠢動 -しゅんどう-

### テレビドラマ
- 京都迷宮案内
- 華岡青洲の妻
- 密命 寒月霞斬り
- おみやさん
- 科捜研の女（テレビ朝日）
  - 新・科捜研の女4（Season8）第7話（2008年6月5日）
  - Season10 第7話（2010年8月26日） - 高橋 役
  - Season14 第1話・第2話（2014年10月16日・23日） - 広瀬則文 役
  - Season15 第6話（2015年11月26日） - 橋本学 役
  - Season19 第17話・第18話（2019年10月17日・24日） ‐ 佃優馬 役
  - Season20（2020年11月12日） ‐ 志賀彰 役
  - Season24（2024年7月17日） - 害虫駆除業者作業員 役[1]
- その男、副署長
- 幻十郎必殺剣
- 逃亡者 おりん 第15話「涙の姉弟酒場」（2007年2月9日、テレビ東京 / C.A.L） - 助三
- 白虎隊
- 必殺仕事人2009
- 寧々〜おんな太閤記
- 新春ワイド時代劇 柳生武芸帳
- 唐招提寺1200年の謎〜天平を駆けぬけた男と女たち
- 水戸黄門（TBS / C.A.L）
  - 第42部 第19話「恋でつないだ権兵衛峠 -伊那-」（2011年2月28日）
  - 第43部 第18話「上様、長屋で叱られる -江戸-」（2011年11月21日）
- 土曜ワイド劇場 狩矢父娘シリーズ15（2013年10月5日）
- 松本清張 球形の荒野（2014年3月9日、BS日テレ） - 鑑識
- 遺留捜査 第6シリーズ 第8話（2021年3月4日、テレビ朝日）
- 鬼平犯科帳 SEASON1 本所・桜屋敷（2024年1月8日、時代劇専門チャンネル）
- 霊験お初〜震える岩〜（2024年5月4日、テレビ朝日）[2]